# Orlando Mosquera
Orlando Mosquera (Panama, 25 dicembre 1994) è un calciatore panamense, portiere dell'Al-Fayha e della nazionale panamense.

## Carriera

### Club
È cresciuto nelle giovanili dello Sporting S.M.
Il 1º novembre 2015 ha realizzato al 94' la rete del 2-2 in un match contro il Tauro con un destro in mischia dentro l'area piccola.

### Nazionale
Nel 2017 con la nazionale panamense ha preso parte alla CONCACAF Gold Cup 2017 in veste di terzo portiere. senza tuttavia scendere mai in campo.

## Statistiche

### Presenze e reti nei club
Statistiche aggiornate al 30 gennaio 2017.
| Stagione             | Squadra              | Campionato           | Campionato | Campionato | Coppe nazionali | Coppe nazionali | Coppe nazionali | Coppe continentali | Coppe continentali | Coppe continentali | Altre coppe | Altre coppe | Altre coppe | Totale | Totale | Totale |
| Stagione             | Squadra              | Comp                 | Pres       | Reti       | Comp            | Pres            | Reti            | Comp               | Pres               | Reti               | Comp        | Pres        | Reti        | Pres   | Reti   |        |
| -------------------- | -------------------- | -------------------- | ---------- | ---------- | --------------- | --------------- | --------------- | ------------------ | ------------------ | ------------------ | ----------- | ----------- | ----------- | ------ | ------ | ------ |
| 2012-2013            | Sporting S.M.        | A                    | 1          | -2         |                 | -               | -               |                    | -                  | -                  |             | -           | -           | 1      | -2     |        |
| 2013-2014            | Sporting S.M.        | A                    | 0          | 0          |                 | -               | -               |                    | -                  | -                  |             | -           | -           | 1      | 0      |        |
| 2014-2015            | Sporting S.M.        | A                    | 28         | -33        |                 | -               | -               |                    | -                  | -                  |             | -           | -           | 28     | -33    |        |
| 2015-2016            | Sporting S.M.        | A                    | 25         | -31;1      |                 | -               | -               |                    | -                  | -                  |             | -           | -           | 25     | -31;1  |        |
| 2016-gen. 2017       | Sporting S.M.        | A                    | 16         | -20        |                 | -               | -               |                    | -                  | -                  |             | -           | -           | 16     | -20    |        |
| Totale Sporting S.M. | Totale Sporting S.M. | Totale Sporting S.M. | 70         | -86;1      |                 | -               | -               |                    | -                  | -                  |             | -           | -           | 70     | -86;1  |        |
| gen.-giu. 2017       | Tauro                | A                    | 10         | -6         |                 | -               | -               |                    | -                  | -                  |             | -           | -           | 10     | -6     |        |
| 2017-2018            | Tauro                | A                    | 18         | -10        |                 | -               | -               |                    | -                  | -                  |             | -           | -           | 18     | -10    |        |
| Totale carriera      | Totale carriera      | Totale carriera      | 98         | -102;1     |                 | -               | -               |                    | -                  | -                  |             | -           | -           | 98     | -102;1 |        |

### Cronologia presenze e reti in nazionale
| Cronologia completa delle presenze e delle reti in nazionale ― Panama | Cronologia completa delle presenze e delle reti in nazionale ― Panama | Cronologia completa delle presenze e delle reti in nazionale ― Panama | Cronologia completa delle presenze e delle reti in nazionale ― Panama | Cronologia completa delle presenze e delle reti in nazionale ― Panama | Cronologia completa delle presenze e delle reti in nazionale ― Panama | Cronologia completa delle presenze e delle reti in nazionale ― Panama | Cronologia completa delle presenze e delle reti in nazionale ― Panama |
| Data                                                                  | Città                                                                 | In casa                                                               | Risultato                                                             | Ospiti                                                                | Competizione                                                          | Reti                                                                  | Note                                                                  |
| --------------------------------------------------------------------- | --------------------------------------------------------------------- | --------------------------------------------------------------------- | --------------------------------------------------------------------- | --------------------------------------------------------------------- | --------------------------------------------------------------------- | --------------------------------------------------------------------- | --------------------------------------------------------------------- |
| 12-11-2020                                                            | Graz                                                                  | Giappone                                                              | 1 – 0                                                                 | Panama                                                                | Amichevole                                                            | -                                                                     | 81’                                                                   |
| 16-11-2020                                                            | Wiener Neustadt                                                       | Stati Uniti                                                           | 6 – 2                                                                 | Panama                                                                | Amichevole                                                            | -6                                                                    |                                                                       |
| 25-3-2021                                                             | Santo Domingo                                                         | Panama                                                                | 1 – 0                                                                 | Barbados                                                              | Qual. Mondiali 2022                                                   | -                                                                     |                                                                       |
| 28-3-2021                                                             | Santo Domingo                                                         | Dominica                                                              | 1 – 2                                                                 | Panama                                                                | Qual. Mondiali 2022                                                   | -1                                                                    |                                                                       |
| 16-1-2022                                                             | Lima                                                                  | Perù                                                                  | 1 – 1                                                                 | Panama                                                                | Amichevole                                                            | -1                                                                    |                                                                       |
| 10-6-2022                                                             | Panama                                                                | Panama                                                                | 5 – 0                                                                 | Martinica                                                             | CONCACAF Nations League 2022-2023 - 1º turno                          | -                                                                     |                                                                       |
| 27-9-2022                                                             | Riffa                                                                 | Bahrein                                                               | 0 – 2                                                                 | Panama                                                                | Amichevole                                                            | -                                                                     |                                                                       |
| 5-11-2022                                                             | San Pedro de Alcántara                                                | Qatar                                                                 | 2 – 1                                                                 | Panama                                                                | Amichevole                                                            | -2                                                                    |                                                                       |
| 10-11-2022                                                            | Abu Dhabi                                                             | Arabia Saudita                                                        | 1 – 1                                                                 | Panama                                                                | Amichevole                                                            | -1                                                                    |                                                                       |
| 18-11-2022                                                            | Abu Dhabi                                                             | Camerun                                                               | 1 – 1                                                                 | Panama                                                                | Amichevole                                                            | -1                                                                    |                                                                       |
| 28-3-2023                                                             | San José                                                              | Costa Rica                                                            | 0 – 1                                                                 | Panama                                                                | CONCACAF Nations League 2022-2023 - 1º turno                          | -                                                                     |                                                                       |
| 15-6-2023                                                             | Paradise                                                              | Panama                                                                | 0 – 2                                                                 | Canada                                                                | CONCACAF Nations League 2022-2023 - Semifinale                        | -2                                                                    |                                                                       |
| 26-6-2023                                                             | Fort Lauderdale                                                       | Costa Rica                                                            | 1 – 2                                                                 | Panama                                                                | Gold Cup 2023 - 1º turno                                              | -1                                                                    |                                                                       |
| 30-6-2023                                                             | Harrison                                                              | Martinica                                                             | 1 – 2                                                                 | Panama                                                                | Gold Cup 2023 - 1º turno                                              | -1                                                                    |                                                                       |
| 4-7-2023                                                              | Houston                                                               | Panama                                                                | 2 – 2                                                                 | El Salvador                                                           | Gold Cup 2023 - 1º turno                                              | -2                                                                    |                                                                       |
| 8-7-2023                                                              | Arlington                                                             | Panama                                                                | 4 – 0                                                                 | Qatar                                                                 | Gold Cup 2023 - Quarti di finale                                      | -                                                                     |                                                                       |
| 12-7-2023                                                             | San Diego                                                             | Stati Uniti                                                           | 1 – 1 dts (4 – 5 dtr)                                                 | Panama                                                                | Gold Cup 2023 - Semifinale                                            | -1                                                                    |                                                                       |
| 16-7-2023                                                             | Inglewood                                                             | Messico                                                               | 1 – 0                                                                 | Panama                                                                | Gold Cup 2023 - Finale                                                | -1                                                                    | 90+5’                                                                 |
| 13-10-2023                                                            | Willemstad                                                            | Curaçao                                                               | 1 – 2                                                                 | Panama                                                                | CONCACAF Nations League 2023-2024 - 1º turno                          | -1                                                                    |                                                                       |
| 17-10-2023                                                            | Panama                                                                | Panama                                                                | 3 – 0                                                                 | Guatemala                                                             | CONCACAF Nations League 2023-2024 - 1º turno                          | -                                                                     |                                                                       |
| 16-11-2023                                                            | San José                                                              | Costa Rica                                                            | 0 – 3                                                                 | Panama                                                                | CONCACAF Nations League 2023-2024 - Quarti di finale                  | -                                                                     |                                                                       |
| 20-11-2023                                                            | Panama                                                                | Panama                                                                | 3 – 1                                                                 | Costa Rica                                                            | CONCACAF Nations League 2023-2024 - Quarti di finale                  | -1                                                                    |                                                                       |
| 21-3-2024                                                             | Arlington                                                             | Panama                                                                | 0 – 3                                                                 | Messico                                                               | CONCACAF Nations League 2023-2024 - Semifinale                        | -3                                                                    |                                                                       |
| 24-3-2024                                                             | Arlington                                                             | Panama                                                                | 0 – 1                                                                 | Giamaica                                                              | CONCACAF Nations League 2023-2024 - Finale 3º posto                   | -1                                                                    |                                                                       |
| 16-6-2024                                                             | Panama                                                                | Panama                                                                | 0 – 1                                                                 | Paraguay                                                              | Amichevole                                                            | -1                                                                    |                                                                       |
| 23-6-2024                                                             | Miami Gardens                                                         | Uruguay                                                               | 3 – 1                                                                 | Panama                                                                | Coppa America 2024 - 1º turno                                         | -3                                                                    |                                                                       |
| 27-6-2024                                                             | Atlanta                                                               | Panama                                                                | 2 – 1                                                                 | Stati Uniti                                                           | Coppa America 2024 - 1º turno                                         | -1                                                                    |                                                                       |
| 1-7-2024                                                              | Orlando                                                               | Bolivia                                                               | 1 – 3                                                                 | Panama                                                                | Coppa America 2024 - 1º turno                                         | -1                                                                    |                                                                       |
| 6-7-2024                                                              | Glendale                                                              | Colombia                                                              | 5 – 0                                                                 | Panama                                                                | Coppa America 2024 - Quarti di finale                                 | -5                                                                    |                                                                       |
| 12-10-2024                                                            | Austin                                                                | Stati Uniti                                                           | 2 – 0                                                                 | Panama                                                                | Amichevole                                                            | -2                                                                    |                                                                       |
| 15-10-2024                                                            | Toronto                                                               | Canada                                                                | 2 – 1                                                                 | Panama                                                                | Amichevole                                                            | -2                                                                    |                                                                       |
| 14-11-2024                                                            | San José                                                              | Costa Rica                                                            | 0 – 1                                                                 | Panama                                                                | CONCACAF Nations League 2024-2025 - Quarti di finale                  | -                                                                     | 79’                                                                   |
| 18-11-2024                                                            | Panama                                                                | Panama                                                                | 2 – 2                                                                 | Costa Rica                                                            | CONCACAF Nations League 2024-2025 - Quarti di finale                  | -2                                                                    |                                                                       |
| 20-3-2025                                                             | Inglewood                                                             | Stati Uniti                                                           | 0 – 1                                                                 | Panama                                                                | CONCACAF Nations League 2024-2025 - Semifinale                        | -                                                                     |                                                                       |
| 23-3-2025                                                             | Inglewood                                                             | Messico                                                               | 2 – 1                                                                 | Panama                                                                | CONCACAF Nations League 2024-2025 - Finale                            | -2                                                                    |                                                                       |
| 16-6-2025                                                             | Carson                                                                | Panama                                                                | 5 – 2                                                                 | Guadalupa                                                             | Gold Cup 2025 - 1° turno                                              | -2                                                                    |                                                                       |
| 20-6-2025                                                             | San Jose                                                              | Guatemala                                                             | 0 – 1                                                                 | Panama                                                                | Gold Cup 2025 - 1° turno                                              | -                                                                     |                                                                       |
| 24-6-2025                                                             | Austin                                                                | Panama                                                                | 4 – 1                                                                 | Giamaica                                                              | Gold Cup 2025 - 1° turno                                              | -1                                                                    |                                                                       |
| 28-6-2025                                                             | Glendale                                                              | Panama                                                                | 1 – 1 (4 – 5 dtr)                                                     | Honduras                                                              | Gold Cup 2025 - Quarti di finale                                      | -1                                                                    |                                                                       |
| Totale                                                                |                                                                       | Presenze                                                              | 39                                                                    |                                                                       | Reti                                                                  | -50                                                                   |                                                                       |

## Palmarès

### Club

#### Competizioni nazionali
- Campionato panamense: 2

Sporting S.M.: 2013 (C)
Tauro: 2017 (C)
- Campionato israeliano: 1

Maccabi Tel Aviv: 2023-2024